# Tarmtjärnen
Tarmtjärnen är en sjö i Rättviks kommun i Dalarna och ingår i Dalälvens huvudavrinningsområde. Sjön har en area på 0,0985 kvadratkilometer och ligger 277 meter över havet.

## Delavrinningsområde
Tarmtjärnen ingår i det delavrinningsområde (679894-146022) som SMHI kallar för Mynnar i Orsälven. Medelhöjden är 273 meter över havet och ytan är 8,64 kvadratkilometer. Räknas de 2 avrinningsområdena uppströms in blir den ackumulerade arean 19,6 kvadratkilometer. Idån som avvattnar avrinningsområdet har biflödesordning 3, vilket innebär att vattnet flödar genom totalt 3 vattendrag innan det når havet efter 387 kilometer. Avrinningsområdet består mestadels av skog (83 procent). Avrinningsområdet har 0,68 kvadratkilometer vattenytor vilket ger det en sjöprocent på 7,9 procent.